# Peyton Stearns
Peyton Mckenzie Stearns, née le 8 octobre 2001 à Cincinnati, est une joueuse de tennis américaine, professionnelle depuis 2017.

## Carrière
Membre de l'Université du Texas à Austin, Peyton Stearns est championne NCAA en simple en 2022. Elle dispute son premier tournoi du Grand Chelem à l'occasion du simple de l'US Open 2022 où elle dispose d'une wild card. Elle y est battue au premier tour par Ekaterina Alexandrova (6-4, 4-6, 7-5).
Stearns remporte son premier match sur le circuit WTA lors du tournoi d'Austin, un tournoi où elle est éliminée en quart de finale par sa compatriote Katie Volynets. Un mois plus tard, elle atteint sa première finale WTA à Bogota en dominant la qualifiée Rosa Vicens Mas (6-3, 6-1), la Russe Elina Avanesyan (6-4, 6-1), l'ancienne demi-finaliste de Roland Garros Tamara Zidanšek (6-3, 2-6, 6-2) et Kamilla Rakhimova en demi-finale (3-6, 6-2, 6-2). Elle s'incline contre l'Allemande Tatjana Maria pour sa première finale sur le circuit WTA (3-6, 6-2, 4-6). Lors de l'US Open, elle atteint les huitièmes de finale pour la première fois de sa carrière où elle est dominée par la Tchèque Markéta Vondroušová (6-7, 6-3, 6-2).
Elle remporte son premier titre sur le circuit WTA lors du Grand Prix de SAR La Princesse Lalla Meryem de Rabat le 25 mai 2024, battant en finale l'Égyptienne Mayar Sherif en deux sets (6-2, 6-1) après d'autres victoires sur la qualifiée Aleksandra Krunić (5-7, 6-2, 6-1), la Chinoise Wang Xiyu (6-3, 6-1), l'Italienne Lucia Bronzetti (6-4, 4-6, 7-5) et dans un nouveau match serré sur la Bulgare Viktoriya Tomova (6-7, 7-5, 7-6). Début août, elle remporte pour la première fois deux matchs en WTA 1000 à l'Open du Canada, sortant Anna Blinkova (6-4, 6-3) et renversant sa compatriote Madison Keys (3-6, 7-5, 3-0 ab.). Elle a la chance de gagner au profit d'un deuxième abandon, celui de Victoria Azarenka, ancienne numéro une (6-4, 4-2 ab.) pour parvenir jusqu'en quart de finale où elle s'arrête, défaite par Jessica Pegula (4-6, 5-7), numéro six mondiale.
Elle réussit en mai 2025, pour sa première participation au tournoi de Rome, son plus beau parcours en WTA 1000. Vainqueur facile de l'invitée Nuria Brancaccio (6-3, 6-2) et de la Russe Anna Kalinskaya sur le score inverse, elle écarte sa première Top 10 sur terre battue au troisième tour, sa compatriote Madison Keys, sixième et vainqueur en début de saison de l'Open d'Australie (2-6, 6-2, 7-6). Elle remporte ses deux autres matchs contre l'ancienne numéro une Naomi Osaka (6-4, 3-6, 7-6) et l'ancienne double vainqueur du tournoi, Elina Svitolina, récente demi-finaliste à Madrid (6-2, 4-6, 7-6), lui permettant ainsi de rejoindre pour la première fois dans cette catégorie de tournoi le dernier carré. C'est également la première joueuse dans l'ère Open à remporter trois matchs de suite au jeu décisif du troisième set. Confrontée à la favorite Jasmine Paolini, finaliste l'année passée à Roland-Garros, elle voit la locale l'emporter (5-7, 1-6).

## Palmarès

### Titre en simple dames
| No | Date       | Nom et lieu du tournoi                             | Catégorie | Dotation  | Surface      | Finaliste    | Score    |          |
| -- | ---------- | -------------------------------------------------- | --------- | --------- | ------------ | ------------ | -------- | -------- |
| 1  | 19-05-2024 | Grand Prix de SAR La Princesse Lalla Meryem, Rabat | WTA 250   | 267 082 $ | Terre (ext.) | Mayar Sherif | 6-2, 6-1 | Parcours |

### Finale en simple dames
| No | Date       | Nom et lieu du tournoi                        | Catégorie | Dotation  | Surface      | Vainqueure    | Score         |          |
| -- | ---------- | --------------------------------------------- | --------- | --------- | ------------ | ------------- | ------------- | -------- |
| 1  | 03-04-2023 | Copa Colsanitas presentado por Zurich, Bogota | WTA 250   | 259 303 $ | Terre (ext.) | Tatjana Maria | 6-3, 2-6, 6-4 | Parcours |

## Parcours en Grand Chelem

### En simple dames
| Année | Open d'Australie | Open d'Australie | Internationaux de France | Internationaux de France | Wimbledon       | Wimbledon           | US Open         | US Open               |
| ----- | ---------------- | ---------------- | ------------------------ | ------------------------ | --------------- | ------------------- | --------------- | --------------------- |
| 2021  | —                | —                | —                        | —                        | —               | —                   | Q1              | Harriet Dart          |
| 2022  | —                | —                | —                        | —                        | —               | —                   | 1er tour (1/64) | Ekaterina Alexandrova |
| 2023  | —                | —                | 3e tour (1/16)           | Daria Kasatkina          | 1er tour (1/64) | Markéta Vondroušová | 1/8 de finale   | Markéta Vondroušová   |
| 2024  | 1er tour (1/64)  | Daria Kasatkina  | 3e tour (1/16)           | Mirra Andreeva           | 1er tour (1/64) | Daria Saville       | 3e tour (1/16)  | Donna Vekic           |
| 2025  | 1er tour (1/64)  | Emma Navarro     | 1er tour (1/64)          | Eva Lys                  | 1er tour (1/64) | Laura Siegemund     |                 |                       |

N.B. : à droite du résultat se trouve le nom de l'ultime adversaire.

### En double dames
| Année | Open d'Australie                                                                  | Open d'Australie                                                                         | Internationaux de France                                                                | Internationaux de France                                                           | Wimbledon                                                                         | Wimbledon | US Open                                                                           | US Open |
| ----- | --------------------------------------------------------------------------------- | ---------------------------------------------------------------------------------------- | --------------------------------------------------------------------------------------- | ---------------------------------------------------------------------------------- | --------------------------------------------------------------------------------- | --------- | --------------------------------------------------------------------------------- | ------- |
| 2022  | —                                                                                 | —                                                                                        | —                                                                                       | —                                                                                  | —                                                                                 | —         | 1er tour (1/32) A. Krueger \|\| style="text-align:left;" \| G. Dabrowski G. Olmos |         |
| 2023  | —                                                                                 | —                                                                                        | 2e tour (1/16) A. Parks \|\| style="text-align:left;" \| N. Melichar-Martinez E. Perez  | 1er tour (1/32) A. Parks \|\| style="text-align:left;" \| L. Fernandez T. Townsend | 1er tour (1/32) E. Navarro \|\| style="text-align:left;" \| A. Danilina H. Watson |           |                                                                                   |         |
| 2024  | 2e tour (1/16) C. Dolehide \|\| style="text-align:left;" \| D. Schuurs L. Stefani | 1er tour (1/32) Zhang S. \|\| style="text-align:left;" \| E. Navarro D. Shnaider         | 2e tour (1/16) M. Linette \|\| style="text-align:left;" \| T. Mihalíková O. Nicholls    | 2e tour (1/16) M. Linette \|\| style="text-align:left;" \| K. Mladenovic Zhang S.  |                                                                                   |           |                                                                                   |         |
| 2025  | 2e tour (1/16) L. Stefani \|\| style="text-align:left;" \| K. Mladenovic Zhang S. | 2e tour (1/16) E. Alexandrova \|\| style="text-align:left;" \| V. Kudermetova E. Mertens | 1er tour (1/32) Y. Putintseva \|\| style="text-align:left;" \| Chan H.-c. B. Krejčíková |                                                                                    |                                                                                   |           |                                                                                   |         |

N.B. : le nom de la partenaire se trouve sous le résultat ; les noms des ultimes adversaires se trouvent à droite.

## Parcours en WTA 1000
Les tournois WTA « Premier Mandatory » et « Premier 5 » (entre 2009 et 2020) et WTA 1000 (à partir de 2021) constituent les catégories d'épreuves les plus prestigieuses, après les quatre levées du Grand Chelem. 

De 2009 à 2023, les tournois Premier Mandatory (dits tournois WTA 1000 obligatoires entre 2021 et 2023) regroupent Indian Wells, Miami, Madrid et Pékin, les autres constituant les tournois Premier 5 (tournois WTA 1000 non-obligatoires). À partir de 2024, le nombre de tournois WTA 1000 passe à 10 par saison (fin de l’alternance Doha / Dubaï), ces derniers devenant tous obligatoires et offrant tous 1000 points à la vainqueure (contre 900 points précédemment pour les tournois Premier 5).

### En simple dames
| Année |       |                            |                               |                               |                            |                            |                       |                              |                              |                              |  |                             |
| Doha  | Dubaï | Indian Wells               | Miami                         | Madrid                        | Rome                       | Canada                     | Cincinnati            | Pékin                        |                              | Wuhan                        |  |                             |
| Doha  | Dubaï | Indian Wells               | Miami                         | Madrid                        | Rome                       | Canada                     | Cincinnati            | Pékin                        | Guadalajara                  |                              |  |                             |
| Doha  | Dubaï | Indian Wells               | Miami                         | Madrid                        | Rome                       | Canada                     | Cincinnati            | Pékin                        |                              |                              |  |                             |
| 2023  |       | WTA 500                    |                               |                               |                            |                            |                       | 1er tour (1/32) L. Fernandez | 1er tour (1/32) D. Kasatkina | 1er tour (1/32) J. Brady     |  | 1er tour (1/32) C. Dolehide |
| 2024  |       | 1er tour (1/32) E. Mertens | 2e tour (1/16) M. Vondroušová | 2e tour (1/32) A. Sabalenka   | 2e tour (1/32) V. Azarenka | 1er tour (1/64) T. Maria   |                       | 1/4 de finale J. Pegula      | 1er tour (1/32) P. Badosa    | 3e tour (1/16) A. Kalinskaya |  |                             |
| 2025  |       | 2e tour (1/16) E. Rybakina | 3e tour (1/8) M. Andreeva     | 1er tour (1/64) Magda Linette | 2e tour (1/32) E. Mertens  | 4e tour (1/8) A. Sabalenka | 1/2 finale J. Paolini | 2e tour (1/32) E. Raducanu   | 2e tour (1/32) A. Kalinskaya |                              |  |                             |

Sous le résultat, l’ultime adversaire.
1. 1 2   Les tournois de Doha et Dubaï alternent le statut de tournoi WTA 1000 (ex Premier 5) entre 2009 et 2023 : les trois premières éditions ont lieu à Dubaï, les trois suivantes à Doha, puis Dubaï accueille le tournoi de cette catégorie les années impaires et Dubaï les années paires. De 2011 à 2023, la ville qui n’accueille pas de WTA 1000 organise à la place un tournoi WTA 500 (ex Premier).
2. 1 2 3 4 5 6 7   L’ordre de déroulement des tournois a évolué depuis 2009 : Rome se dispute avant Madrid et Cincinnati avant Montréal/Toronto jusqu’en 2010, tandis que Tokyo (2009-2013)-Wuhan (2014-2019, 2024-)-Guadalajara (2022-2023) ont lieu avant Pékin jusqu’en 2023.

## Classements en fin de saison
| Année          | 2018 | 2019 | 2020 | 2021 | 2022 | 2023 | 2024 |
| Rang en simple | 887  | 516  | 478  | 392  | 209  | 53   | 48   |
| Rang en double | 1005 | 874  | 756  | 538  | 266  | 101  | 120  |

Source : (en) Classements de Peyton Stearns sur le site officiel de la Fédération internationale de tennis

## Victoires sur le top 10
Toutes ses victoires sur des joueuses classées dans le top 10 de la WTA lors de la rencontre.
| Légende      |
| ------------ |
| Grand Chelem |
| WTA 1000     |
| WTA 500      |
| WTA 250      |
| Fed Cup      |

| # | Rang  |  | Tournoi | Année | Surface      |  | Adversaire   | Rang | Tour | Score          | Tableau |
| - | ----- |  | ------- | ----- | ------------ |  | ------------ | ---- | ---- | -------------- | ------- |
| 1 | no 46 |  | Dubaï   | 2025  | Dur          |  | Zheng Qinwen | no 8 | 1/16 | 3-6, 6-4, 6-4  | Tableau |
| 2 | no 42 |  | Rome    | 2025  | Terre battue |  | Madison Keys | no 6 | 1/16 | 2-6, 6-2, 7-63 | Tableau |